# Polystichum sanchezii
Polystichum sanchezii är en träjonväxtart som beskrevs av Morejón. Polystichum sanchezii ingår i släktet Polystichum och familjen Dryopteridaceae. Inga underarter finns listade.